# Élection présidentielle chilienne de 2005-2006
Le premier tour de l'élection présidentielle chilienne de 2005-2006 s'est tenu le 11 décembre 2005, en même temps que les législatives. Aucun candidat n'ayant recueilli la majorité absolue des suffrages, un second tour est organisé entre les deux candidats les mieux placés au premier tour (Michelle Bachelet et Sebastián Piñera) le 15 janvier 2006. Michelle Bachelet l'a emporté avec 53,50 % des suffrages. Le second tour de l'élection, entre Michelle Bachelet et Sebastián Piñera, s'est tenu le 15 janvier 2006.
L'élection s'est effectuée au suffrage universel direct. Tous les citoyens chiliens de 18 ans ou plus peuvent être électeurs, mais le vote des gens ayant choisi de s'inscrire sur les listes électorales est obligatoire.

## Résultats
|                       |                            |                              | Premier tour | Premier tour | Second tour | Second tour |
| --------------------- | -------------------------- | ---------------------------- | ------------ | ------------ | ----------- | ----------- |
| Inscrits              | Inscrits                   | Inscrits                     | 8 220 897    |              | 8 220 897   |             |
| Abstentions           | Abstentions                | Abstentions                  | 1 013 619    | 12,33 %      | 1 058 552   | 12,88 %     |
| Votants               | Votants                    | Votants                      | 7 207 278    | 87,67 %      | 7 162 345   | 87,12 %     |
|                       |                            |                              |              |              |             |             |
| Bulletins enregistrés | Bulletins enregistrés      | Bulletins enregistrés        | 7 207 278    |              | 7 162 345   |             |
| Bulletins nuls        | Bulletins nuls             | Bulletins nuls               | 180 215      | 2,5 %        | 154 972     | 2,16 %      |
| Bulletins blancs      | Bulletins blancs           | Bulletins blancs             | 84 752       | 1,18 %       | 47 960      | 0,67 %      |
| Suffrages exprimés    | Suffrages exprimés         | Suffrages exprimés           | 6 942 311    | 96,32 %      | 6 959 413   | 97,17 %     |
|                       |                            |                              |              |              |             |             |
|                       | Candidat                   | Parti                        | Suffrages    | Pourcentage  | Suffrages   | Pourcentage |
|                       | Michelle Bachelet Jeria    | PS/CPD                       | 3 190 691    | 45,96 %      | 3 723 019   | 53,5 %      |
|                       | Sebastián Piñera Echenique | Renovación Nacional          | 1 763 964    | 25,41 %      | 3 236 394   | 46,5 %      |
|                       | Joaquín Lavín Infante      | Union démocrate indépendante | 1 612 608    | 23,23 %      |             |             |
|                       | Tomás Hirsch Goldschmidt   | Parti humaniste/JPM          | 375 048      | 5,4 %        |             |             |

Sebastián Piñera a reconnu sa défaite à la suite d'une annonce du gouvernement indiquant que 97,52 % des bureaux de vote avaient été décomptés. Michelle Bachelet, a succédé à Ricardo Lagos comme première présidente du Chili le 11 mars 2006, pour un mandat de quatre ans. Le chef du comité politique de la campagne électorale de Mme Bachelet a qualifié cette victoire d'historique, car c'est la première fois en Amérique du Sud qu'une femme est élue présidente au suffrage populaire.

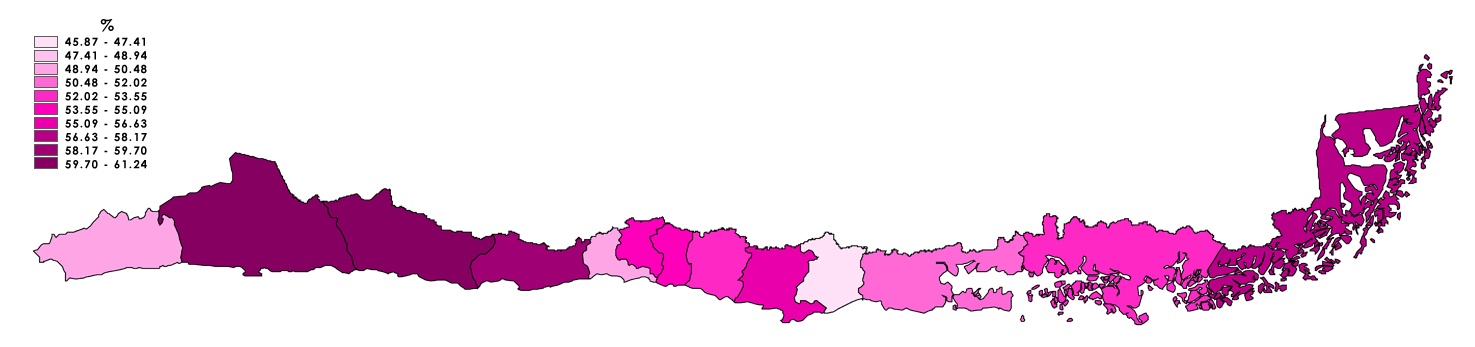
Proportion des voix de Bachelet par région. Un magenta plus profond indique un pourcentage plus élevé des voix.